# Esther Applin
Esther Applin, nacida Esther Richards, (Newark, 24 de noviembre de 1895-23 de julio de 1972) fue una geóloga y paleontóloga estadounidense, pionera en el uso de microfósiles para determinar la edad de formaciones rocosas para su uso en la prospección de petróleo en la región del Golfo de México.

## Biografía
Fue hija de Gary Richards, ingeniero civil del ejército de los Estados Unidos y de Jennie DeVore. Creció en Newark y más tarde vivió en Iowa. Finalmente, se trasladó a San Francisco cuando tenía 12 años. Vivió en la base de la Isla de Alcatraz hasta 1920 mientras su padre trabajaba en la construcción de la Prisión de Alcatraz.
Estudió en la Universidad de California en Berkeley y se graduó en 1919 en paleontología, geología, y Geografía física. En 1920, dejó California y se mudó a Houston para trabajar para la compañía Rio Bravo Oil. Mientras que en Berkeley Applin había centrado sus estudios en grandes fósiles, esta educación teórica resultó ser de poco valor para la perforación subterránea, ya que los restos de los fósiles en las perforaciones eran demasiado pequeños para poder identificarlos de forma eficaz. Concluyó que los microfósiles encontrados en los cortes de perforación podrían ser útiles en la correlación de las formaciones rocosas del subsuelo. Después, regresó a California para estudiar micropaleontología donde se graduó.
En 1923, se casó con Paul Applin, que era también geólogo.

## Trayectoria
En 1921, Applin presentó un artículo en Amherst, Massachusetts, en el que exponía su teoría de que los microfósiles podían ser utilizados en la prospección de petróleo, en concreto en lo referido a la fecha de formaciones rocosas en la región del Golfo de México. Su teoría fue rebatida por un profesor de la Universidad de Texas en Austin.  En 1925, fue coautora de un artículo en el que mostraba que usando microfósiles se podía determinar la fecha de las formaciones rocosas que contienen petróleo en la región de la Costa del Golfo. Siguió trabajando en Rio Bravo hasta 1927, y continuó liderando el uso de la micropaleontología en la industria petrolera.
Tiempo después, trabajó junto a su marido en los Servicio Geológico de los Estados Unidos con el encargo de vincular los campos petroleros del este de Texas, a través del sureste de los Estados Unidos y en Florida, utilizando la micropaleontología y otros métodos.

## Publicaciones
- Applin, Esther. «A Microfauna From the Coker Formation, Alabama». Geological Survey Bulletin (United States Geological Survey) (1160-D).
- Applin, Esther. A Biofacies of Woodbine Age in Southeastern Gulf Coast Region. United States Geological Survey.
- Applin, Paul Livingston; Applin, Esther (1965). The Comanche Series and associated rocks in the subsurface in central and south Florida. United States Geological Survey.
- Applin, Paul Livingston; Applin, Esther (1947). «Regional subsurface stratigraphy, structure, and correlation of middle and early Upper Cretaceous rocks in Alabama, Georgia, and north Florida». US Geological Survey Publication.
- Maher, John Charles; Applin, Esther R (1971). Geologic framework and petroleum potential of the Atlantic Coastal Plain and continental shelf. United States Geological Survey.
- Applin, Paul Livingston; Applin, Esther (1953). The cored section in George Vasen's Fee well 1, Stone County, Mississippi. United States Geological Survey.
- Applin, Paul L.; Applin, Esther R. (1953). The Cored Section in George Vasen's Fee Well 1 Stone County, Mississippi. United States Geological Survey.